# الدوري السلوفيني لكرة القدم 1930–31
الدوري السلوفيني لكرة القدم 1930–31 هو موسم من الدوري السلوفيني لكرة القدم ‏. فاز فيه I. SSK Maribor ‏.